# The Curse of Monkey Island
The Curse of Monkey Island (1997) е третата компютърна игра от приключенската поредица Monkey Island след The Secret of Monkey Island (1990) и Monkey Island 2: LeChuck's Revenge (1991). Тя разказва за начинаещия пират Гайбраш Трийпууд, който неволно превръща годеницата си Илейн в златна статуя, поставяйки прокълнат пръстен на ръката ѝ. Сюжетът на играта представя и второто завръщане (след Monkey Island 2: LeChuck's Revenge) на злодея в играта ЛеЧък, чиято цел е да спечели сърцето на Илейн. Играта превежда играещия през поредица от острови, на които той трябва да изпълни редица задачи, за да спаси себе си и годеницата си от злодеянията на ЛеЧък.
Създател и издател на играта е компанията LucasArts, която има дългогодишен опит в сферата на създаване на този жанр игри. Въпреки това, оригиналният създател на идеята на играта Рон Гилбърт не участва в този проект, както и в продължението му. Той има тотално различна представа за развитието на поредицата, но след напускането на екипа губи правата върху играта си.
The Curse of Monkey Island значително се разграничава от предшествениците си и в техническо отношение – тя е първата, която предлага такава висока резолюция за времето си (640х480) и включва изцяло озвучени реплики на героите от известни и любими актьори, между които и Алън Йънг, познат като гласа на чичо Скрудж от „Патешки истории“ (Duck Tales).
Играта е приета изключително добре както от феновете на поредицата, така и от критиците. Въпреки това, съществува група геймъри, която не одобрява концепцията на играта и развитието на поредицата и претендира за връщането на правата ѝ на оригиналния ѝ създател. Успехът на играта води до продължението Escape from Monkey Island от 2000 година.